# Uetka
Uetka, també Tuka o Tuwka, (hm-kA) va ser un príncep i alt funcionar de la dinastia IV. d'Egipte. Tenia el títol Fill del Rei.
Uetka era fill del príncep Khufukhaf I i de la princesa consort Nefertkau II. Per tant, era net del faraó Khufu i la reina Henutsen. El germà de Uetka era Iuenka i també tenia una germana.
El príncep Uetka apareix a la doble mastaba dels seus pares a Guiza (G7140) on se'l representa oferint un papir al seu pare. També hi apareix agenollat.